# Schwerin-Lankow
Schwerin-Lankow – przystanek kolejowy w Schwerinie, w kraju związkowym Meklemburgia-Pomorze Przednie, w Niemczech. Znajduje się tu 1 peron.